# Vuelo 248 de Air New England
El vuelo 248 de Air New England fue un trayecto aéreo doméstico regular de pasajeros con registro N383EX que se estrelló en la aproximación al aeropuerto municipal de Barnstable en el condado de Barnstable, Massachusetts, el 17 de junio de 1979. El avión era un de Havilland Canada DHC-6 Twin Otter. En accidente falleció el comandante.

## Accidente
A las 10:48 p. m. del 17 de junio de 1979, el vuelo 248, que había partido del Aeropuerto LaGuardia en Nueva York, con ocho pasajeros y dos tripulantes, durante la aproximación final con el sistema de aterrizaje por instrumentos (ILS) activado, se estrelló en una zona boscosa en la zona del puerto de Yarmouth en Yarmouth, Massachusetts, en medio de Camp Greenough, un campamento de Boy Scouts, aproximadamente a 1,5 millas (2,4 km) al noreste del aeropuerto Gateway. El avión estaba  pilotado por el cofundador de la compañía Air New England, George Parmenter que murió debido al impacto. El copiloto y varios pasajeros resultaron heridos. 
Una pasajera ilesa logró abrirse camino a través de la maleza hasta la autopista Mid Cape (Ruta 6) avisando a un automovilista que pasaba, que la condujo al aeropuerto, donde alertó a las autoridades sobre el accidente. Los rescatistas, con la ayuda de un camión de limpieza de maleza, pudieron abrir un camino hasta el lugar del accidente y ayudar a los supervivientes.

## Libro
En junio de 2009, el autor Robert Sabbag , uno de los pasajeros a bordo del vuelo de Air New England, publicó un libro llamado Down Around Midnight (Viking Adult, ISBN  978-0-670-02102-4 ), un relato de primera mano del suceso.